# Siemens-Schuckert R.VIII
Il Siemens-Schuckert R.VIII fu un bombardiere pesante biplano esamotore in configurazione traente-spingente sviluppato dalla divisione aeronautica dell'azienda tedesco imperiale Siemens-Schuckertwerke negli anni dieci del XX secolo.
Caratterizzato dalle dimensioni eccezionali e realizzato in soli due esemplari, uno dei quali non completato, entrò in servizio nei reparti della Luftstreitkräfte, la componente aerea del Deutsches Heer (l'esercito imperiale tedesco), nelle ultime fasi della prima guerra mondiale ma il suo sviluppo e la sua produzione in serie vennero interrotti dal termine del conflitto.

## Utilizzatori
Germania
- Luftstreitkräfte